# Сверкающие колибри
Сверкающие колибри (лат. Lampornis) — род птиц семейства колибри.

## Виды
Международный союз орнитологов относит к роду 8 видов:
- Белобрюхий сверкающий колибри (Lampornis hemileucus (Salvin, 1865))
- Синегорлый сверкающий колибри (Lampornis clemenciae (Lesson, 1830))
- Аметистовогорлый сверкающий колибри (Lampornis amethystinus Swainson, 1827)
- Зеленогорлый сверкающий колибри (Lampornis viridipallens (Bourcier & Mulsant, 1846))
- Lampornis sybillae (Salvin & Godman, 1892)
- Пурпурногорлый сверкающий колибри (Lampornis calolaemus (Salvin, 1865))
- Серохвостый сверкающий колибри (Lampornis cinereicauda (Lawrence, 1867))
- Краснобрюхий сверкающий колибри (Lampornis castaneoventris (Gould, 1851))